# 巴斯基 (特尔尼省)

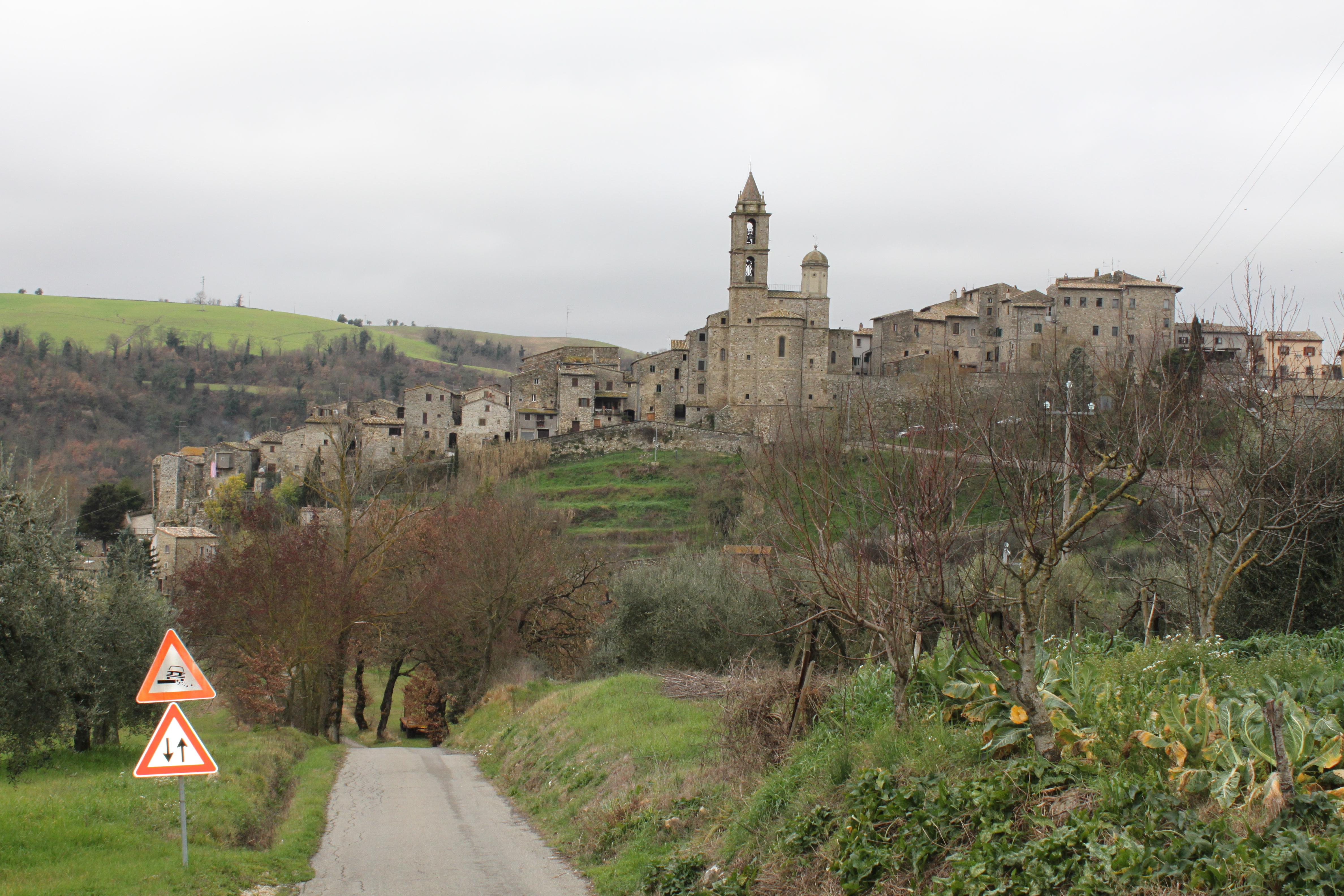
全景图

巴斯基（義大利語：Baschi）是意大利翁布里亚大区特爾尼省的市镇，位于大区首府佩鲁贾西南约50公里及省会特爾尼西北约35公里处。面积为68.57平方公里，人口数量为2,691人（2017年）。